# Người Ơ Đu
Người Ơ Đu, còn có tên gọi khác là người Tày Hạt, là một dân tộc ít người có vùng cư trú là huyện Tương Dương phía tây tỉnh Nghệ An, và Trung Lào.
Từ Ơ Đu là tên tự gọi của dân tộc, và theo tiếng Thái nghĩa là "thương lắm". Họ là một trong những dân tộc ít người nhất của Việt Nam và Lào. Tại Việt Nam người Ơ Đu được công nhận trong số 54 dân tộc tại Việt Nam .
Người Ơ Đu nói tiếng Ơ Đu, ngôn ngữ thuộc nhóm ngôn ngữ Môn-Khmer trong ngữ hệ Nam Á. Tuy nhiên hầu hết người Ơ Đu dùng các tiếng Khơ Mú, Thái để giao tiếp hàng ngày .

## Dân số và địa bàn cư trú
Tại Việt Nam, họ cư trú tại một bản là Văng Môn, xã Nga My, huyện Tương Dương, tỉnh Nghệ An với 103 hộ và 441 người (2019) .
Theo thống kê dân số vào tháng 4 năm 1999, người Ơ Đu có 301 người. Theo ước tỉnh của Ủy ban dân tộc Việt Nam thì dân số năm 2003 vào khoảng 370 người
Theo Tổng điều tra dân số và nhà ở năm 2009, người Ơ Đu ở Việt Nam có dân số 376 người, có mặt tại 11 trên tổng số 63 tỉnh, thành phố. Người Ơ Đu cư trú tập trung tại các tỉnh: 
Nghệ An (340 người, chiếm 90,4% tổng số người Ơ Đu tại Việt Nam), 
Thành phố Hồ Chí Minh (12 người), 
Hà Nội (7 người), 
Lâm Đồng (4 người), 
Đồng Nai (4 người)...
Tại Lào: theo ước tính của Ethnologue thì có khoảng 194 người Ơ Đu sống tại tỉnh Xiêng Khoảng.Họ tăng lên 969 người vào 2016.

## Lịch sử
Xưa kia người Ơ Đu cư trú suốt hai bên bờ sông Nậm Mộ, Nậm Nơn, nhưng do nhiều biến cố lịch sử, họ phải dời đi nơi khác hoặc ở lẫn vào các dân tộc khác. Hiện nay họ sống rải rác trong nhiều bản vùng sâu vùng xa thuộc huyện Tương Dương, tập trung ở hai bản Kim Hòa, Xốp Pột tại xã Kim Đa và một số cư trú lẻ tẻ ở các bản các xã kế cận, thuộc huyện Tương Dương, tỉnh Nghệ An.
Sau khi thủy điện Bản Vẽ được xây dựng, họ tiếp tục di dời đến khu định cư mới tại Bản Văng Môn, xã Nga My, huyện Tương Dương cách nơi ở cũ 30 km về phía Đông.

## Ngôn ngữ và văn hóa
Tiếng Ơ Đu thuộc ngữ chi Khơ Mú của ngữ tộc Môn-Khmer. Nhưng hiện nay người Ơ Đu chỉ còn giữ được ý thức tự giác về tộc người, còn ngôn ngữ thì hầu như đã mất (chỉ còn một vài người biết tiếng mẹ đẻ). Họ sử dụng thông thạo tiếng Thái và tiếng Khơ Mú hoặc biết thêm tiếng Việt. Bản sắc văn hóa của người Ơ Đu mờ nhạt vì chịu ảnh hưởng của người Thái và người Khơ Mú. Trong lần tổng điều tra dân số toàn quốc năm 1989, nhiều người Ơ Đu tự khai là người Thái hay người Khơ Mú.
Trang phục không có đặc tính tộc Ơ Đu mà chịu ảnh hưởng khá mạnh mẽ của cư dân Việt - Mường và Thái.
Người Ơ Đu có lịch tính năm riêng, tiếng sấm đầu xuân cũng là thời điểm bắt đầu năm mới.
Họ quan niệm người có hồn, khi chết, hồn biến thành ma, ma nhà chi phối mọi hoạt động của người sống trong nhà.
Cho đến nay, chỉ có một người tốt nghiệp đại học (từ năm 1981): đó là anh Lô Kim Trọng ở bản Kim Hòa, xã Kim Đa, Tương Dương, Nghệ An, làm hiệu trưởng trường trung học cơ sở Kim Đa từ năm 1999.

## Đặc điểm kinh tế
Người Ơ Đu sinh sống bằng nương rẫy. Lúa là nguồn lương thực chính, ngô, sắn, kê là lương thực phụ. Hái lượm và săn bắn vẫn chiếm vị trí quan trọng trong đời sống kinh tế của họ. Người Ơ Đu nuôi bò với số lượng không đáng kể nhằm lấy sức kéo. Gà, lợn nuôi thường để sử dụng vào mục đích nghi lễ, cúng bái và cải thiện bữa ăn, nhất là dịp có khách.
Nghề phụ gia đình hầu như chỉ có đan lát đồ gia dụng, gần đây đã có một số gia đình có khung dệt vải.

## Hôn nhân gia đình
Người Ơ Đu sống trong gia đình nhỏ, trong hôn nhân có tục ở rể, sau một thời gian chàng rể mới đưa vợ, con về nhà mình. Cũng giống như người Đan Lai (thuộc dân tộc Thổ), người Ơ Đu có tục đẻ ngồi tại góc nhà.
Xưa kia người Ơ Đu không có tên họ, nay lấy tên họ giống của người Lào hoặc Thái, chẳng hạn như các họ Lò Khăm, Lò May, Lò Văn.

## Nhà cửa
Người Ơ Đu còn bảo lưu một số nét văn hóa, như kiểu nhà đầu quay vào núi hay đồi. Một ngôi nhà thường có 4 đến 8 cột, tương ứng với 1 hay 3 gian tùy điều kiện từng gia đình. Khi dựng, bao giờ người Ơ Đu cũng dựng cột chính (gọi là cột góc ma nhà ở) trước, sau đó mới đến các cột khác theo thứ tự từ trái sang phải, từ trên xuống dưới.